# Rágalmazás
A büntetőjogban a rágalmazás a szabadság és emberi méltóság elleni egyik bűncselekmény.
A rágalmazás vétségét követi el, aki valakiről más előtt a becsület csorbítására alkalmas tényt állít vagy híresztel, vagy ilyen tényre közvetlenül utaló kifejezést használ.
A rágalmazás esetén helye lehet a valóság bizonyításának, ha a tény állítását, híresztelését, illetve az arra közvetlenül utaló kifejezés használatát a közérdek vagy bárkinek a jogos érdeke indokolja.

## Jogi tárgya
A személy társadalmi megbecsülése, becsülete és méltósága.

## Elkövetési tárgya
Természetes személy, jogi személy vagy jogi személyiséggel nem rendelkező személyösszesség.

## Minősített esetei
- aljas indokból vagy célból elkövetett rágalmazás
- nagy nyilvánosság előtt elkövetett rágalmazás
- jelentős érdeksérelmet okozó rágalmazás

## Külső hivatkozások
- Nemzeti Jogszabálytár